# 辽宁堇菜
辽宁堇菜（学名：Viola rossii）为堇菜科堇菜属的植物。分布于朝鲜、日本以及中国大陆的安徽、江苏、内蒙古、江西、浙江、山东、辽宁、甘肃等地，生长于海拔600米至3,500米的地区，多生在阔叶林林下、林缘、山地腐殖质较厚的针阔混交林、灌丛或山地草地，目前尚未由人工引种栽培。

## 别名
洛氏堇菜（东北师范大学科学研究通报）、洛雪堇菜（江苏植物名录）、庐山堇菜（拉汉种子植物名称）